# Miguel Servet
Miguel Servet (latinsko Miguel Servetus), poznan tudi pod imeni Michael Servetus, Miguel de Villanueva in Michel de Villenueve, španski teolog in polihistor, * 29. september 1509 ali 1511, Villanueva de Sigena, Huesca, Aragonsko kraljestvo (zdaj Španija), † 27. oktober 1553, Ženeva, Švica. 
Bil je vsestranski učenjak in je deloval mnogih področjih: v matematiki, astronomiji, meteorologiji, geografiji, človeški anatomiji, medicini in v farmaciji, poleg tega pa se je ukvarjal še s sodno prakso, prevajanjem in poezijo. Najbolj je poznan na področju medicine in teologije. Bil je prvi Evropejec, ki je pravilno opisal pljučni krvni obtok (v delu Christianismi Restitutio, 1553).  Bil je protestant, natančneje - unitarijanec: veroval je v enotnost Boga in zavračal dogmo Svete Trojice, ni pa deloval znotraj kakšne večje unitarijanske ločine, temveč individualno. Proti njemu in njegovi teologiji so se najbolj zoperstavili protestanti kalvinistične ločine v švicarski Ženevi, kjer so mu sodili in ga zažgali na grmadi kot krivoverca. 

## Življenje

### Zgodnje življenje
Miguel Servet naj bi se rodil leta 1509 ali 1511 v vasici Villanueva de Sigena, v Aragoniji, danes pa spada pod Monegros v Huesci. Njegova celotna družina je bila katoliška, oče Antón Servet je bil notar, ki je delal v samostanu Santa Maria de Sigena. Imel je dva mlajša brata: Pedro Servet je bil tako kot njegov oče notar, Juan Servet pa je bil duhovnik. 
Družina je uporabljala tudi vzdevek ˝Revés˝, verjetno prevzet od ugledne družine iz vasice Villanueva, ki je bila povezana z družino Servet. Ta dva priimka sta bila tako za vse naslednje generacije združena.
Že kot otrok je imel Servet zelo dobro izobrazbo. Oče ga je zgodaj naučil brati in pisati, malo kasneje pa se je, z izjemnim talentom za jezike, naučil latinščino, grščino in hebrejščino. Kmalu po tem se je odločil zapustiti svoj rojstni kraj in začeti s študijem teologije, verjetno v samostanu Montearagón leta 1525. Tam ga je za svojega učenca vzel menih Juan de Quintana s katerim sta sodelovala dve leti. Leta 1528 je Serveta njegov oče poslal na ugledno Univerzo v Toulousu, kjer je študiral pravo in se prvič srečal z idejo reformacije.

### Kariera
Leta 1530 sta Servet in Quintana prepotovala Italijo in Nemčijo ter bila prisotna  v Bologni ob kronanju Karla V. za cesarja Svetega rimskega cesarstva. Servet je bil ogorčen nad razkošjem, ki so ga razkazovali papež in njegovi spremljevalci. Zato se je odločil, da bo sledil reformacijski ideji. Točen podatek, kdaj je Servet zapustil Quintano in cesarsko spremstvo ni znan, vendar vemo, da je oktobra 1530 obiskal nemškega reformatorja Johannesa Oecolampadia v mestu Basel. Tam je ostal deset mesecev, kjer se je preživljal z lektoriranjem v lokalni tiskarni. V tem času je že širil svoja teološka prepričanja, maja 1531 pa se je sestal z reformatorjema Martinom Bucerjem in Wolfgangom Capitom v Strasbourgu.
Dva meseca kasneje, julija 1531, je Servet objavil svoje prvo delo De Trinitatis Erroribus. Leto pozneje pa še deli Dialogorum de Trinitate in De Iustitia Regni Christi. V teh delih Servet trdi, da obstaja le en Bog, ki pa se prikazuje v različnih oblikah. Zanika tri oblike Boga: Očeta, Sina in Svetega duh, ki jih zagovarja dogma o Sveti Trojici, saj trdi, da te izničijo absolutnost in vseprisotnost Boga. Ne glede na drugačen pogled na Boga pa se je Servet še vedno razglasil za dobrega kristjana. Zanj je bil Jezus Kristus naravni sin Boga, posledično pa je bilo njegovo človeško telo božansko. Trdil je, da Kristus ni večen, ker nekaj, kar je bilo stvarjeno s strani Boga preprosto, ne mora biti večno. Vsi ostali ljudje niso naravni sinovi Boga, ampak to postanejo zaradi njihove vere vanj. Za Serveta je Kristus posrednik, ki ga potrebuješ za spoznanje Boga in ki ti omogoča, da se Bogu pridružiš v nebesih. 
Zaradi takega razmišljanja je Servet zavrnil vlogo Cerkve in papeža ter protestantskih cerkva.
Njegova dela so hitro prišla v roke inkvizitorjev, ki so ga začeli preganjati, prezirali pa so ga reformatorji v Strasbourgu in Baslu. Zato se je preselil v Pariz, kjer je prevzel ime "Michel de Villeneuve", medtem ko je študiral na Fakulteti v Calviju (College de Calvi) leta 1533. Takrat je objavil prvo francosko izdajo Ptolemejeve Geografije in novo verzijo Biblije. Nato se je preselil v Lyon, kjer je spoznal Symphoriena Champiera, humanističnega zdravnika, ki ga je spodbujal k študiju medicine. Leta 1537 se je Servet vrnil v Pariz, kjer je skupaj z največjimi imeni tistega časa študiral medicino na Univerzi v Parizu (Université de Paris). Poleg študija je učil matematiko in astrologijo, njegovo znanje pa mu je prineslo kar nekaj težav, saj so mu mnogi zavidali. Njegova predavanja so bila suspendirana, napisal pa je tudi opravičilno pismo, naslovljeno na Pariško univerzo. Rektor medicinske fakultete Jean Tagault ga je hotel obsoditi celo s smrtno kaznijo, ta zahteva pa je bila kasneje umaknjena. Zaradi vseh teh težav v Parizu se je Servet odločil oditi v Montpellier, kjer je leta 1539 ubranil doktorat iz medicine. 

### Delo na Dunaju
Po dokončanem študiju je Servet začel s svojo zdravniško prakso. Leta 1553 je objavil še eno religiozno delo, v katerem je še naprej poudarjal svoj pogled proti Sveti Trojici. Naslov tega dela je Christianismi Restitutio, v njem pa Servet močno zanika idejo o predestinaciji in tem, da naj bi Bog obsodil dušo na bivanje v peklu ne glede na njene zasluge. Zatrjeval je, da Bog ne obsodi nikogar, ki ne obsodi samega sebe skozi misel, besedo ali dejanje. V tem delu je tudi prvič omenjen opis pljučnega krvnega obtoka. Servet je trdil, da kri teče po pljučni arteriji do pljučne vene, skozi pljuča, kjer postane rdeča, nato pa izhaja s sajastimi hlapi s procesom izdihovanja. Trdil je tudi, da je duša izžarevanje božanstva, nahaja pa se v krvi. Ravno zaradi tega se duša lahko razširi po celem telesu, človek pa prevzame svoje duševno stanje. Odkritja, povezana z obtokom krvi, so imela večji vpliv v religioznem kot pa znanstvenem smislu. Zato so tudi prvi zapisi o pljučnem sistemu vključeni v teološkem delu namesto v kakšnem drugem, ki bi bilo bolj povezano s fiziologijo in širšo medicino. Za Serveta pa med tema dvema znanostma ni bilo razlike, saj sta bili obe del večje božje stvaritve. V istem delu Servet zagovarja tudi anabaptizem. Servet je prepričan, da bi morali biti krščeni le odrasli in da bi moral ta obred predstavljati odrešenje za tiste, ki so sposobni grešiti. Tako je ta obred nepotreben pri dojenčkih, ki tega dejanja še niso sposobni.   
Preden je bilo delo Christianism Restitutio objavljeno, ga je Servet poslal Jeanu Calvinu, utemeljitelju protestantskega kalvinizma, ki pa mu je kot odgovor poslal svoje delo Institutio religionis Christianae, objavljeno leta 1536. Servet je knjigo prebral in jo vrnil z mnogimi popravki in očitki glede teorije, ki jo je zagovarjala. Calvin je bil nad odzivom zelo nezadovoljen, Serveta pa je opozoril, da če kdaj pride v Ženevo iz nje ne bo odšel živ.
Leta 1553 je bilo delo Christianismi Restitutio anonimno objavljeno, ponovno pa je povzročilo velik škandal. Neki kalvinist iz Ženeve je pisal svojemu katoliškemu prijatelju in razkril, da naj bi bil avtor tega dela Michael Servet, skrit pod vzdevkom Villeneuve. Obstajajo teorije, da je to storil prav Calvin. Inkvizicija mesta Lyon je prejela del izmenjanih pisem med Servetom in Calvinom, kar je pripeljalo do Servetove aretacije, zaslišanja in zaprtja 4. aprila 1553. Tri dni kasneje, 7. aprila, je iz zapora pobegnil, za njim pa se je izgubila vsaka sled za naslednje štiri mesece. Medtem ko je potoval proti Italiji, se je ustavil v Ženevi, kjer so ga 13. avgusta prepoznali v eni izmed cerkva, v katerih je pridigal Calvin. Po pridigi je bil aretiran in ponovno zaprt, nato pa je bil 17. junija obsojen krivoverstva, glede na dokazna pisma, ki jih je poslal Calvin. Obsojen je bil na smrtno kazen in zažig njega in njegovih del na grmadi. Serveta so, medtem ko je bil zaprt, težile številne težave, o katerih je govoril v pismu, ki ga je 15. septembra poslal Ženevskemu mestnemu svetu. V pismu prosi tudi, da bi bil tudi Calvin zadržan in zaslišan, vendar njegove prošnje niso uslišali. V času sojenja je imel mnoge teološke debate, 22. septembra pa je napisal svoje zadnje pismo, v katerem obtožuje Calvina njegovih napačnih obtožb. Cerkve Züricha, Schaffhausna, Berna in Basla pa so se odločile, da bo Miguel Servet zažgan na grmadi 27. oktobra 1553. 

## Teologija
V svojih prvih dveh knjigah (De trinitatis erroribus in Dialogorum de Trinitate ter kot dodatek k slednjemu še De Iustitia regni Christi) Servet zavrne klasičen koncept Svete Trojice, ki navaja, da ne temelji na Svetem pismu. Trdil je, da je nastala iz naukov grških filozofov in se zavzel za vrnitev k preprostosti evangelijev in naukom zgodnjih cerkvenih očetov. Miguel je upal, da bo zavrnitev dogme o Sveti. Trojici, bolj privlačna tudi za judovske in islamske vernike, katerih vera ohranja enotnost Boga v svojih naukih. Trdil je tudi, da se je božanski Logos utelesil v človeku, torej Jezusu, ko je Božji duh prišel v telo Device Marije. In čeprav je bil Logos večen, sam Sin to ni bil, zato zavrača besede večni Božji Sin, ampak ga poimenuje kot Sin večnega Boga. 
Servet je jasno navedel svoja stališča v uvodu dela Obnova Krščanstva (Cristianismi Restitutio, 1553), kot je ta, da ni nič boljšega, kot spoznanje, da je Bog prikazan kot snov in da je njegova božja narava resnično spregovorila. Njegovo teologijo so velikokrat primerjali z adopcionizmom, arijanstvom in modalizmom, čeprav so zagovarjali idejo, da Bog obstaja v treh osebah. Servet je vse tri teologije v svojih knjigah zavrnil; adoptionizem, s tem, ko je zanikal Jezusovo božanstvo; arijanstvo, ker je hipostaze opredelil kot večkratne; in modalizem, ker je navidezno zamenjal Očeta s Sinom. Poleg tega je zagovarjal tudi, da je nedoumljiv Bog znan po Kristusu, z vero, ne pa s filozofskimi špekulacijami, saj nam Kristus približa Boga, pri čemer je on izraz njegovega bitja, in samo z njim nam je Bog lahko znan. V svetih spisih je zapisano, da se Bog razkrije le tistim, ki imajo vero, tako pa spoznajo tudi Svetega Duha kot božanski impulz v njih samih. 
Zaradi hudega pritiska katoličanov kot tudi protestantov, Servet v svoji drugi knjigi Dialogi (ialogorum de Trinitate, 1532) pojasni svojo teologijo. Natančneje, da Logos sovpada s Kristusom. Kljub svojim obrazložitvam, je bil Servet obtožen krivoverstva zaradi zanikanja dogme o Sveti Trojici in nepriznavanja Boga v treh osebah. 

## Zapuščina in ustreznost

### Teološki vpliv
Zaradi sežiga na grmadi, ki je bila posledica obsodbe krivoverstva, mnogi Miguela Serveta imenujejo za prvega unitarističnega mučenika, čeprav ni bil unitarist v pomenu člana kakšne širše verske skupnosti, ampak je deloval individualno. Njegovi mnogi vidiki razmišljanja oz. kritike Svete Trojice, razvrednotenje doktrine izvirnega greha in njegove ponovne presoje biblijskih del, so močno vplivale na tiste, ki so kasneje ustanovili Unitaristično cerkev na Poljskem in v Transilvaniji. 
Drugi kasnejši anti-trinitarijanci, kot so Jehovove priče in Binkoštniki so trdili, da je Servet njihov verski predhodnik. Binkoštiki posebej poudarjajo poučevanje Serveta o božanskosti Jezus Kristusa in njegovo vztrajanje na enovitost Boga in ne na Boga v treh osebah. 

### Svoboda vesti
Razširjen odpor do načina Servetove smrti je pripeljal v Evropo idejo o verski strpnosti. Španski znanstvenih Ángel Alcalá, ki je prebiral Servetova dela, je v njih prepoznal radikalno iskanje resnice in pravico do svobode vesti. Poljsko-ameriški učenjak, Marian Hillar, je študiral evolucijo svobode vesti iz Servetovih del, javno pa je povedal tudi, da je zgodovinsko gledano, Servet umrl zato, da svoboda vesti lahko postane civilna pravica v sodobni družbi. 

### Znanstvena zapuščina
Miguel Servet je bil prvi Evropejec, ki je opisal funkcijo pljučnega sistema, čeprav njegov dosežek v tistem času, zaradi mnogih razlogov ni bil priznan. Eden izmed njih je bil ta, da se je opis pljučnega sistema pojavil v teološki razpravi, Christianismi Restitutio, in ne v knjigi o medicini. Kljub temu so bili deli razprave, v katerih se pojavlja anatomija in medicina napisani korektno. Večino izvodov knjige so, kmalu po njeni izdaji (1553), zažgali, zaradi preganjanja Serveta s strani cerkve. Ostali so le trije izvodi, ki pa so ostali skriti še desetletja kasneje. V petem odstavku knjige je Servet natančneje opisal potovanje krvi v pljučnem sistemu. Odkril je, da kri potuje iz srca do pljuč in s tem ovrgel dosedanje prepričanje, da zrak iz pljuč potuje do srca. Njegovo odkritje je temeljilo na barvi krvi, velikosti in legi ventriklov in na tem, da je pljučna vena bistveno večja od ostalih žil. Poleg kardiologije pa je v istem odstavku govoril tudi o možganih, živcih, očeh itd., s čimer je pokazal veliko znanje anatomije. 

## Čast

### Ženeva
350 let po Sevretovi usmrtitvi se je bilo v Ženevi še vedno sporno spominjati nanj. Leta 1903 je bil s strani njegovih podpornikov, ustanovljen komite, z namenom, da mu v čast postavijo spomenik. Deloval je pod vodstvom francoskega senatorja, Augusta Dida, avtorja knjig o krivoverstvu in revolucijah. Komite je pooblastil lokalnega kiparja, Clothilda Rocha, za postavitev spomenika, ki naj bi izražal trpljenje Serveta. Kip je bil dokončan leta 1907. 
Leta 1942 so ob proslavitvi svobode vesti, kip porušili. 3 oktobra 2011 so izdelali novo kopijo kipa.

### Drugod
Leta 1984 so bolnico Zaragoza (Zaragoza public hospital) preimenovali v bolnišnico Miguela Serveta. 
V večini španskih mest pa lahko po njem najdemo poimenovane ulice, trge in parke.

## Dela
- 1531: De trinitatis Erroribus/ On the Errors of the Trinity.
- 1531: Dialogorum de Trinitate libri duo/ Dialogues on the Trinity.
- 1535: Claudii Ptolomaei Alexandrini Geographicae/ Geography of Claudius Ptolemy.
- 1536: In Leonardum Fuchsium Apologia/ The Apology against Leonard Fuchs.
- 1537: Syruporum universia ratio/ Complete Explanation of the Syrups.
- 1538: Michaelis Villanovani in quedam medicum apologetica disceptatio pro Astrologia/ Apologetic discourse of Michel de Villeneuve in favour of Astrology and against a certain physician.
- 1542: Biblia Sacra ex Santes Pagnini tralation, hebraist/ Holy Bible according to the translation of Santes Pagnino.
- 1542: Biblia sacra ex postremis doctorum
- 1542: Biblia sacra cum Glossis/ Sacred Bible with commentaries.
- 1553: Christianismi Restitutio/ The Restorationof Christianity.